# The Miracle Worker (toneelstuk)

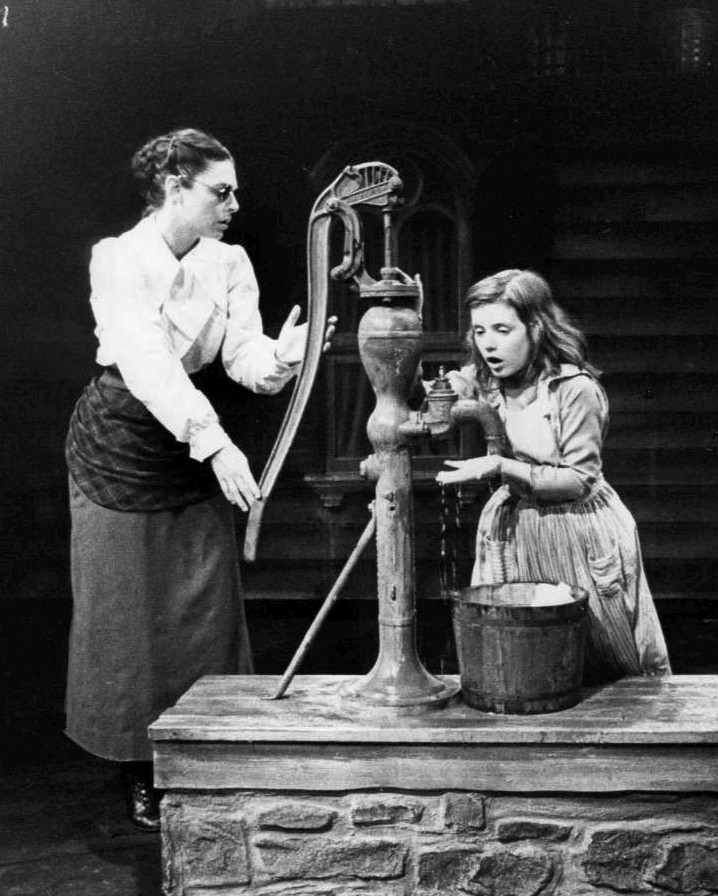
Foto van Anne Bancroft als Annie Sullivan en Patty Duke als Helen Keller.
In deze scène, probeert Miss Sullivan het begrip "water" uit te leggen aan Helen.

The Miracle Worker is een toneelstuk van William Gibson, gebaseerd op Helen Kellers autobiografie The Story of My Life. Het ging op 19 oktober 1959 in première op Broadway en liep 719 voorstellingen, voordat het doek op 1 juli 1961 definitief viel.
Het toneelstuk speelt zich af in Tuscumbia (Alabama), waar de blinde en doofstomme Helen opgroeit onder zware omstandigheden. Mede om haar afwijkingen wordt ze zeer verwend door haar ouders. Het resultaat hiervan is dat ze op 6-jarige leeftijd ontspoort en onverantwoord gedrag vertoont. Haar ouders zijn de wanhoop nabij en huren gouvernante en onderwijzeres Anne Sullivan in. Helen is echter niet onder de indruk van de mevrouw en weigert met haar te communiceren. Anne weet haar ouders ervan te overtuigen Helen met haar te laten meegaan om haar op te leiden. In deze periode leert ze Helen discipline en te communiceren via haar handen.
Het toneelstuk had Anne Bancroft en Patty Duke in de hoofdrollen. Bancroft speelde de rol van Anne, terwijl Duke Helen vertolkte. Andere castleden bij de openingsavond waren Patricia Neal als Kate Keller, Torin Thatcher als Captain Keller, Michael Constantine als Anagnos en Beah Richards als Viney. Duke bleef de gehele duur toegewijd aan het toneelstuk. Bancroft nam echter op een gegeven moment ontslag en werd vervangen door Suzanne Pleshette.
Het toneelstuk werd geprezen door de critici en sleepte vier Tony Awards in de wacht. Ook volgde in 1962 een gelijknamige filmbewerking, met opnieuw Bancroft en Duke in de hoofdrollen.